# Beagle-Kartographie ab 1881
Die Zone des Beagle-Kanals, entdeckt in den 1830er Jahren, war eine der Letzten, die von Chilenen und Argentiniern besiedelt wurde. Das raue und kalte Klima, die weite Entfernung zu anderen Städten, die fehlenden Ressourcen und die Schwierigkeiten beim Transport hemmten die Besiedlung dieser Region.
An einigen Landkarten auf dieser Seite kann man erkennen, wie unbekannt die Küstenlinien und Inseln der Zone den Seefahrern und Forschungsreisenden noch waren, ebenso wie für die Regierungen, die über die Grenzziehung entscheiden sollten.
Dennoch waren die Hauptinseln und die wichtigsten Wasserverbindungen schon bekannt, als der Grenzvertrag von 1881 zwischen Chile und Argentinien unterschrieben wurde.
Die Kartographie über diese Region kann als Annäherung dienen, um die anfängliche Interpretation des Grenzvertrages von 1881 zu rekonstruieren und so die Geschichte des Beagle-Konflikts zu verstehen.

## Die Anfangsperiode
Von 1881 bis etwa 1888 waren auf allen anerkannten argentinischen Karten die Inseln Picton, Lennox und Nueva sowie die Inseln um Kap Hoorn als chilenisches Staatsgebiet verzeichnet. Die wenigen abweichenden argentinischen Karten dieser Periode enthalten Grenzverläufe, die laut dem internationalen Tribunal nur schwer in Einklang mit dem Grenzvertrag von 1881 zu bringen sind (siehe Der Beginn des Konflikts).
Seit 1881 wird auf allen Landkarten des chilenischen Staates immer derselbe Grenzverlauf gezeigt. Deshalb erscheint in dieser Auswahl nur eine einzige chilenische Karte, nämlich die des Ingenieurs Alejandro Bertrand. Sie ist bis heute gültig und wird auch von Argentinien anerkannt.

### Karte in der ZeitschriftLa Ilustración Argentinavon 1881

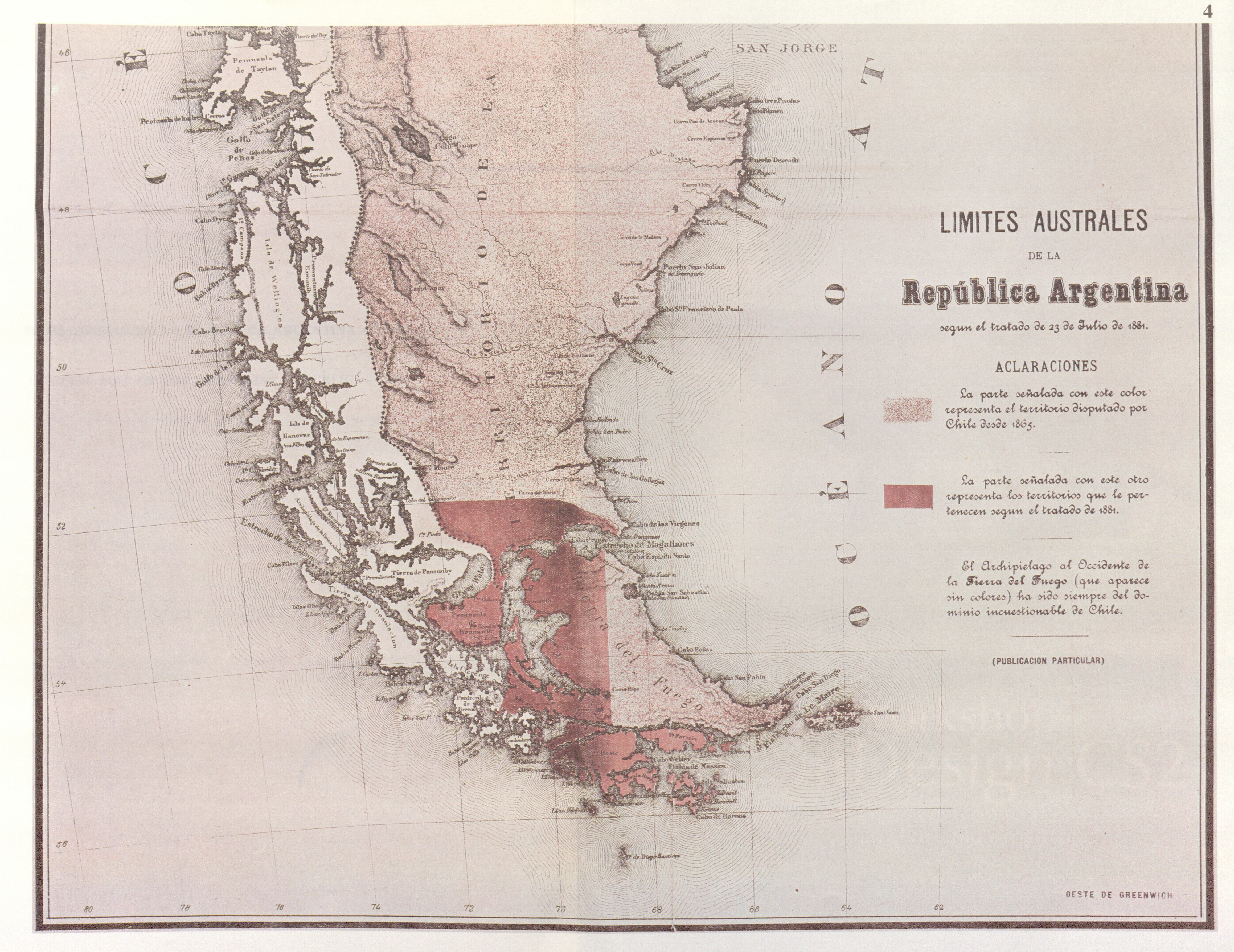

Die erste argentinischen Landkarte, die die im Vertrag von 1881 festgelegte Staatsgrenze wiedergibt, wenige Tage nach der Ratifizierung des Vertrages. Das hier wiedergegebene Exemplar wurde dem britischen Botschafter George Petre in Buenos Aires durch Bernardo de Irigoyen ausgehändigt. Irigoyen war als argentinischer Außenminister Unterhändler und Unterzeichner des Vertrages seitens Argentiniens. Das Original befindet sich im amtlichen britischen Archiv. Der britische Botschafter sendete es seiner Regierung mit der Bemerkung, dass die stark gefärbte Region „die Magellanstraße, die Hälfte Feuerlands und alle südlichen Inseln umfasst, das ist, was tatsächlich Chile im Vertrag gewährt wurde.“:§122

### Landkarte der Republik Argentinien von 1882

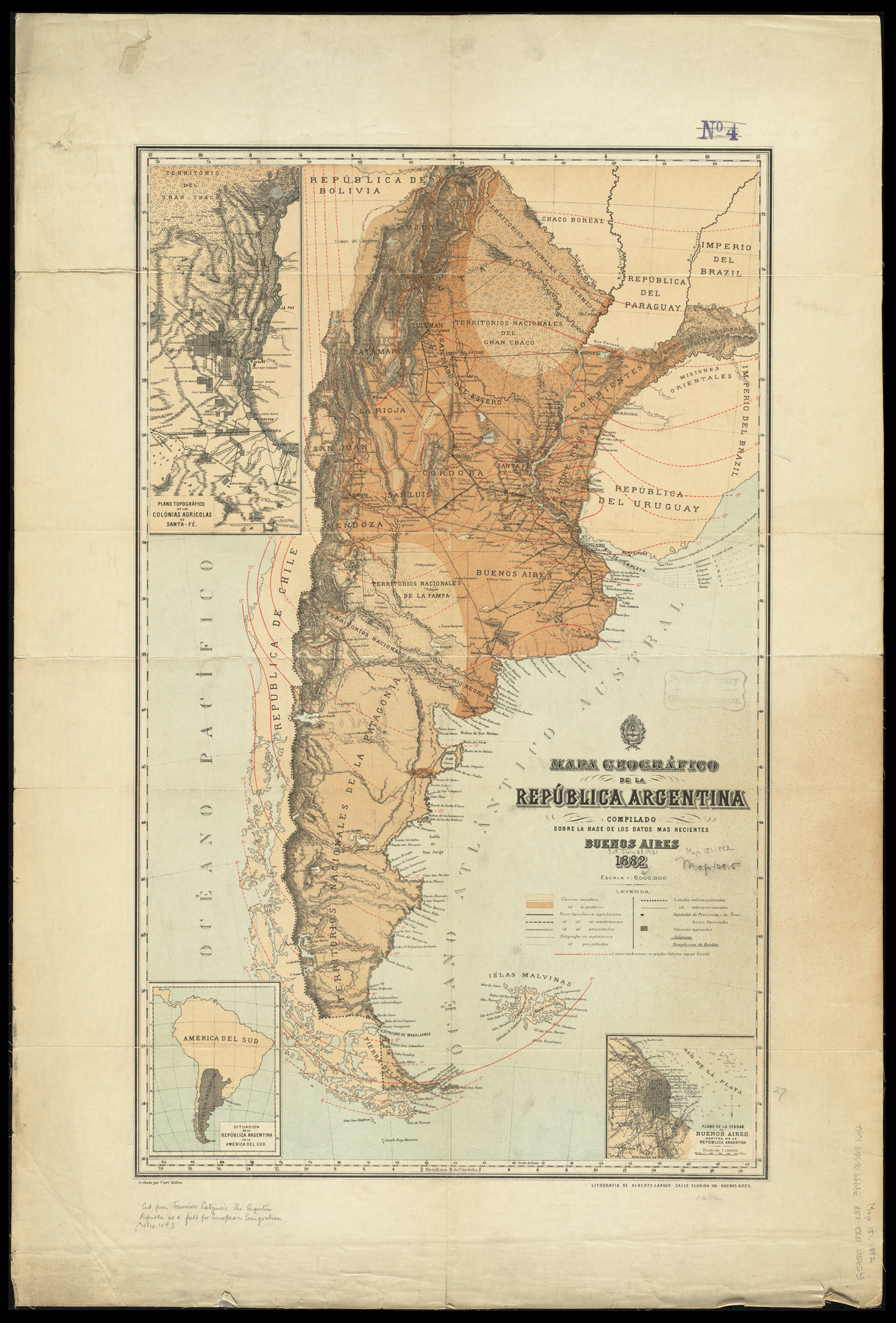

Wiedergabe der nach der Unterzeichnung des Grenzvertrages von 1881, nach chilenischer Meinung, ersten amtlichen argentinischen Landkarte. Ihre Herstellung wurde vom damaligen Innenminister Argentiniens, Bernardo de Irigoyen (früher Außenminister) in Auftrag gegeben, um in einer staatlichen Veröffentlichung des Oficina Nacional de Estadísticas (Statistisches Amt Argentiniens) im Jahre 1883 publiziert zu werden. Diese Publikation mit dem Namen La República Argentina como meta de emigración europea (Die Republik von Argentinien als Ziel europäischer Emigration) wurde in spanischer, englischer, deutscher, französischer und italienischer Sprache mit einer Auflage von 120.000 Exemplaren herausgegeben. Diese Karte ist auch bekannt als die Latzina-Karte von 1882.:§126
In dieser Landkarte erscheinen alle Inseln südlich der Großinsel Feuerland als chilenisches Gebiet.

### Amtliche Landkarte der Republik Chile von 1883

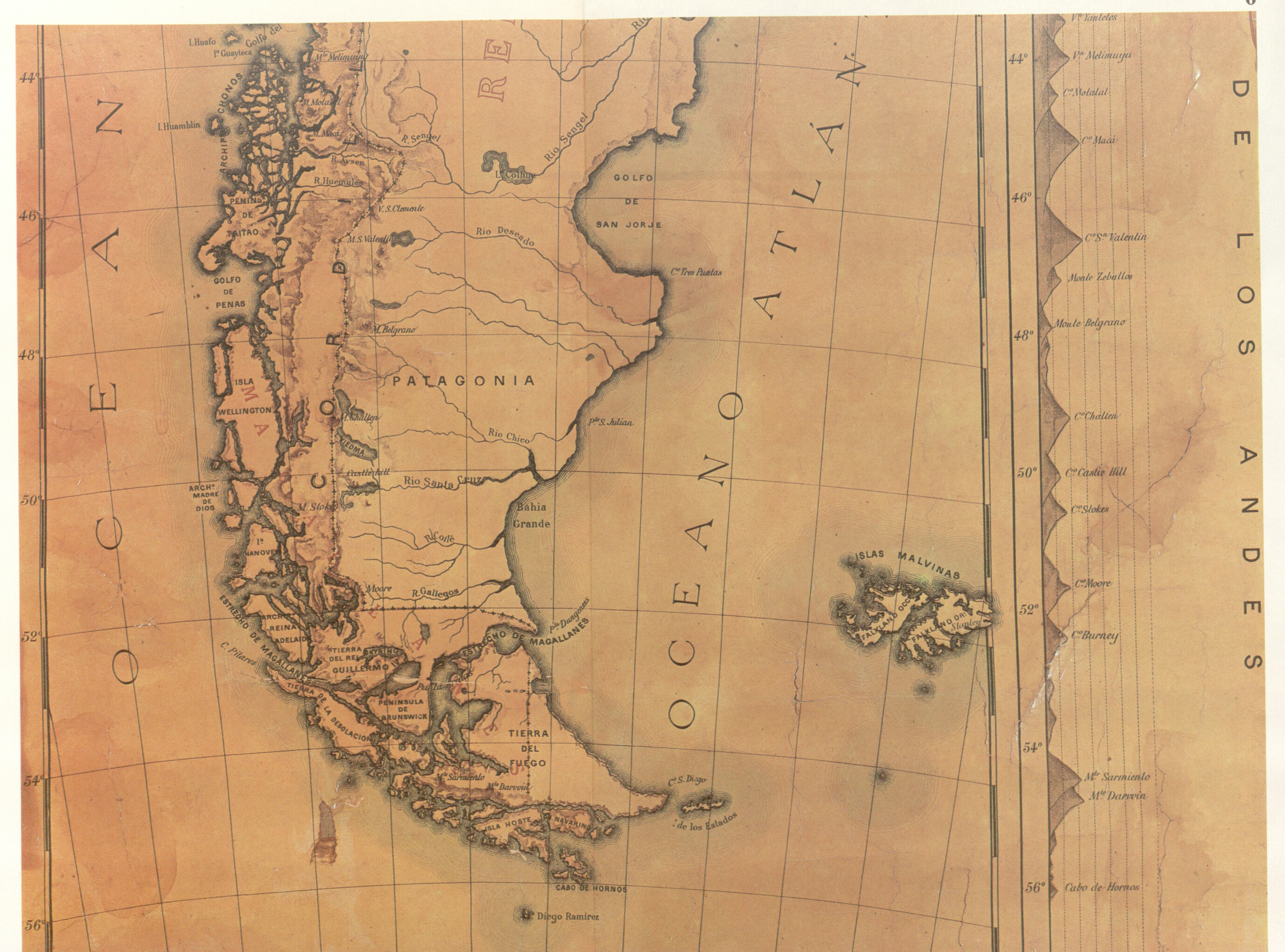

Diese amtliche Landkarte, teilweise hier wiedergegeben, „wurde erstellt im Auftrag der chilenischen Regierung für den Gebrauch in den Grundschulen der Republik und auf Grund der neuesten Erkenntnisse“ vom Ingenieur Alejandro Bertrand. Der Autor war Mitglied der chilenisch-argentinischen Grenzkommission, die beauftragt wurde, die Grenze vor Ort nach dem Vertrag von 1881 zu markieren.
Diese Karte wurde zu dieser Zeit vom chilenischen Hydrographischen Amt zugelassen.
Auf der Karte erscheinen alle Inseln südlich vom Beagle-Kanal bis zum Kap Hoorn unter chilenischen Hoheit.

### Landkarte desInstituto Geográfico Argentinovon 1886

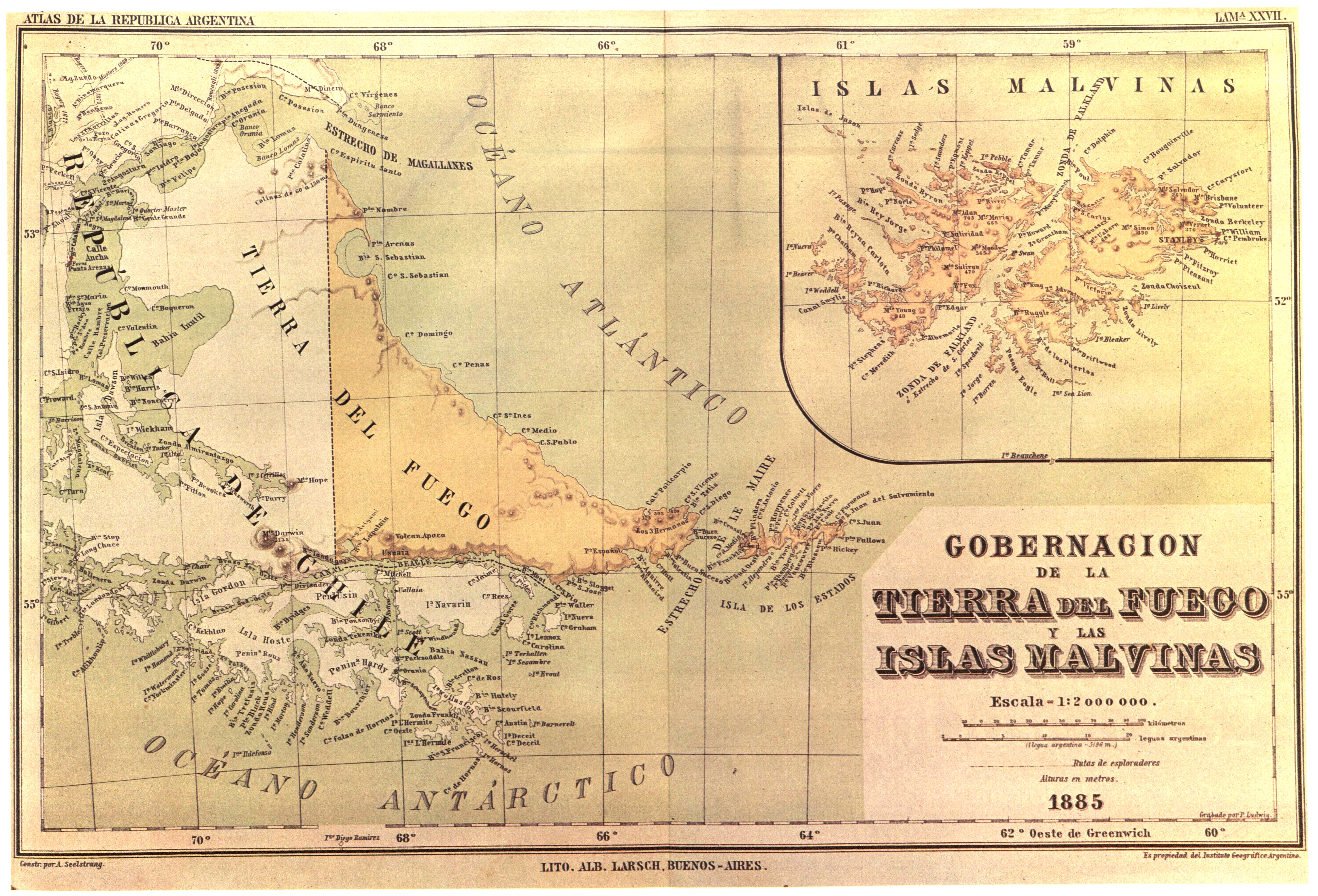

1882 beschloss das Instituto Geográfico Argentino, eine Landkarte und einen Atlas der Republik Argentinien herauszugeben. Diese Aufgabe wurde dem renommierten Professor Arturo Seelstrang der Universität Córdoba übergeben, der schon 1875 eine Karte der Republik erstellt hatte.
Der Atlas wurde „erstellt und veröffentlicht“ vom Instituto Geográfico Argentino unter der Schirmherrschaft der Nationalen Regierung.
Die hier wiedergegebene Karte XXVII wurde Gobernación de Tierra del Fuego y las Islas Malvinas benannt, 1885 erstellt und ein Jahr später veröffentlicht.
Man sieht, wie die Grenze die Mitte des Beagle-Kanals durchläuft und die Inseln Picton, Nueva, Lennox und alle anderen bis zum Kap Hoorn unter chilenischer Hoheit zeigt.

### Karte der Republik Argentinien und Nachbarländern von 1886

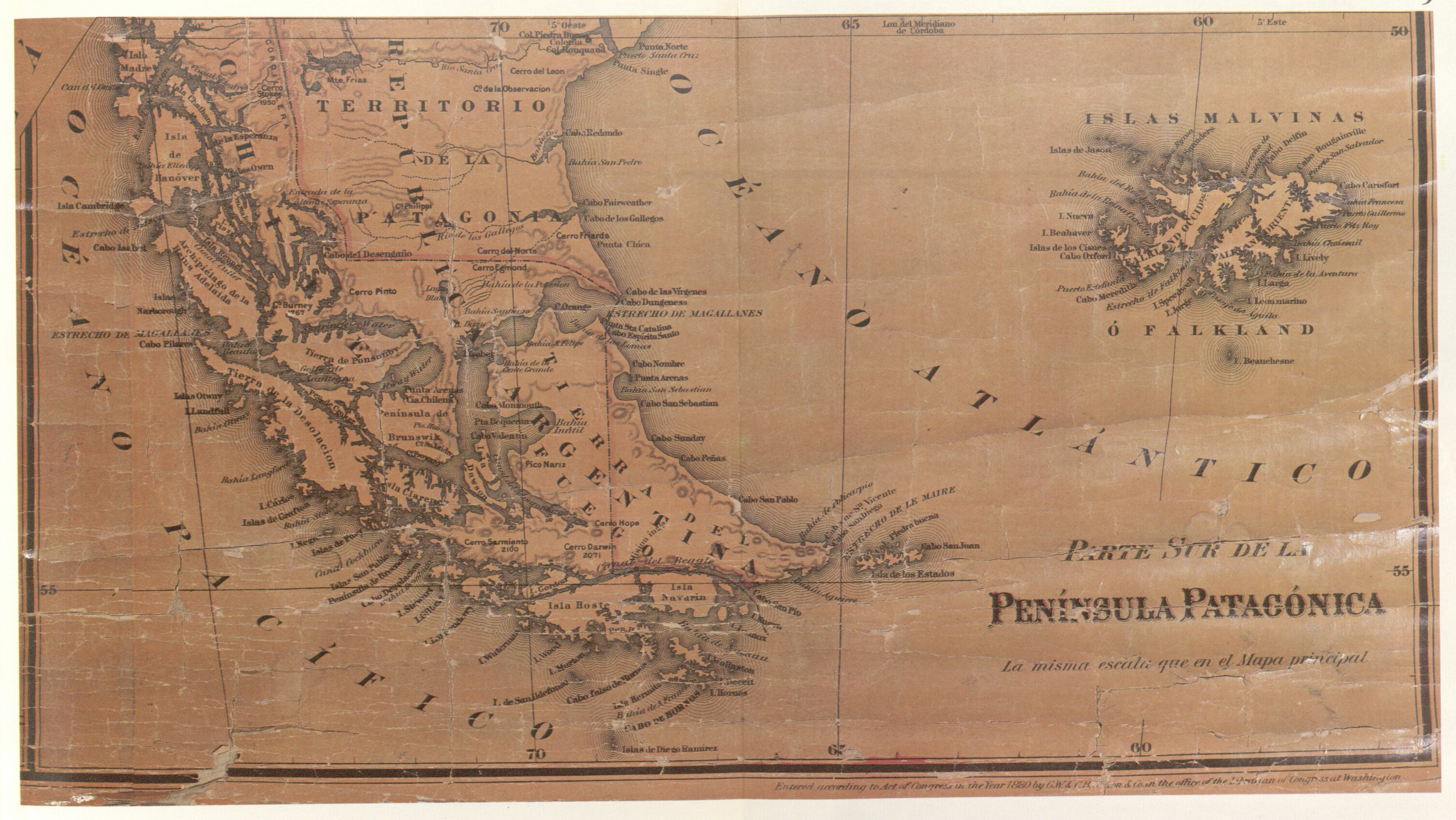

Diese Landkarte, hier teilweise wiedergegeben, vermerkt, sie sei „hergestellt nach den neuesten amtlichen Daten“ und „angesichts der neuesten Pläne und Skizzen“ durch Francisco P. Moreno, argentinischer Experte in der Kommission zur Markierung der Grenze zu Chile und Lieutenant-Colonel José Olascoaga, Leiter der Oficina Topográfica Militar.
Diese Landkarte hat am unteren rechten Rand eine handgeschriebene Notiz über die Eintragung in die Library of Congress. Außer der Angabe der Längengrade bezogen auf den Greenwich-Nullmeridian hat sie auch die Längengrad-Angaben bezogen auf einen Nullmeridian durch Córdoba (Argentinien).
Die internationale Grenze auf dieser Karte verläuft durch die Mitte des Beagle-Kanals und zeigt die Inseln Picton, Nueva und Lennox sowie alle anderen Inseln und Felsen bis zum Kap Hoorn unter chilenischer Hoheit.

### Aus dem BuchGeografía de la República Argentinavon Francisco Latzina, 1888

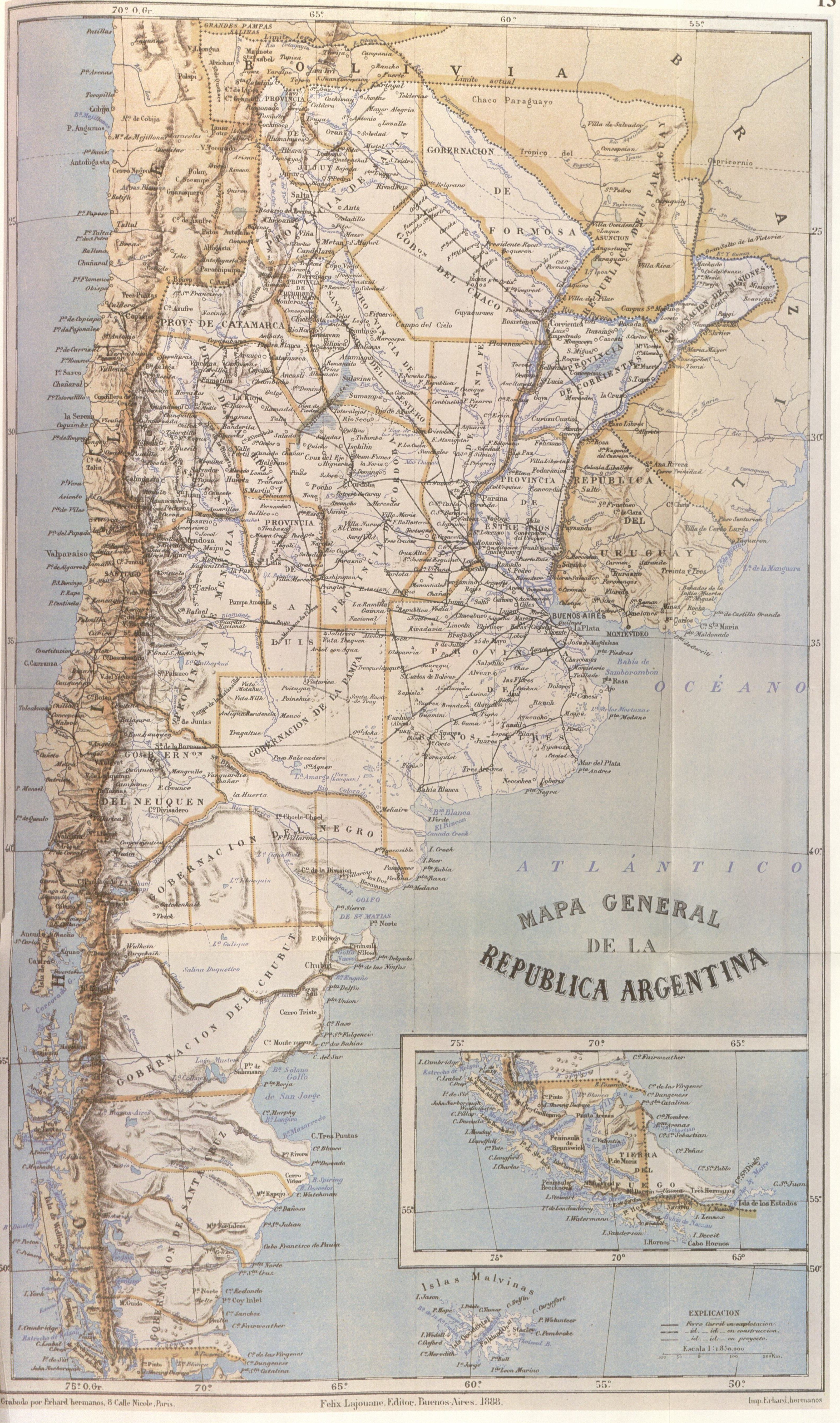

Diese Landkarte ist dem Buch Geografía de la República Argentina (Lajouane Verlag) beigefügt. Das Werk wurde 1888 in Buenos Aires von Francisco Latzina, Direktor des Instituto de Estadísticas de Argentina und Mitglied zahlreicher wissenschaftlicher Institutionen, herausgegeben. Über diese Arbeit stellt das internationale Gericht fest: „Dieses Werk gewann den Preis 'Gran Premio Bernardino Rivadavia' des 'Instituto Geográfico Argentino' und eine große Anzahl Kopien wurde von der argentinischen Regierung bestellt, um sie in Europa und anderswo zu verteilen“:§157a. Zu den Mitgliedern des Instituts zählte Estanislao Zeballos, Bartolomé Mitre, Julio Argentino Roca, Domingo Faustino Sarmiento, Guillermo Rawson und Lucio V. Mansilla. Sie ist auch bekannt als Latzina-Karte von 1888.
An der Südspitze Amerikas verläuft die Grenze durch die Mitte des Beagle-Kanals und reicht bis zur Staaten-Insel. Alle Inseln südlich von Feuerland gehören wie schon in der Latzina-Karte von 1882 (s. o.) zu Chile.
Im Jahr 1889 publizierte F. Latzina eine neue Karte mit den drei umstrittenen Inseln Picton, Nueva und Lennox unter argentinischer Souveränität.

### Zwei Karten Argentiniens von Mariano Paz Soldán, 1888

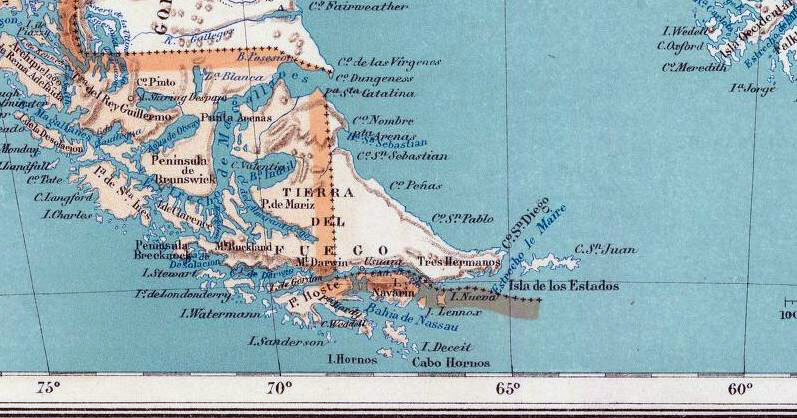

Der peruanische Geograph Mariano Paz Soldán erstellte 1888 während seines Exils in Buenos Aires unter anderem zwei Karten Argentiniens, von denen hier die relevanten Abschnitte wiedergegeben sind. Die vollständigen Originale können unter

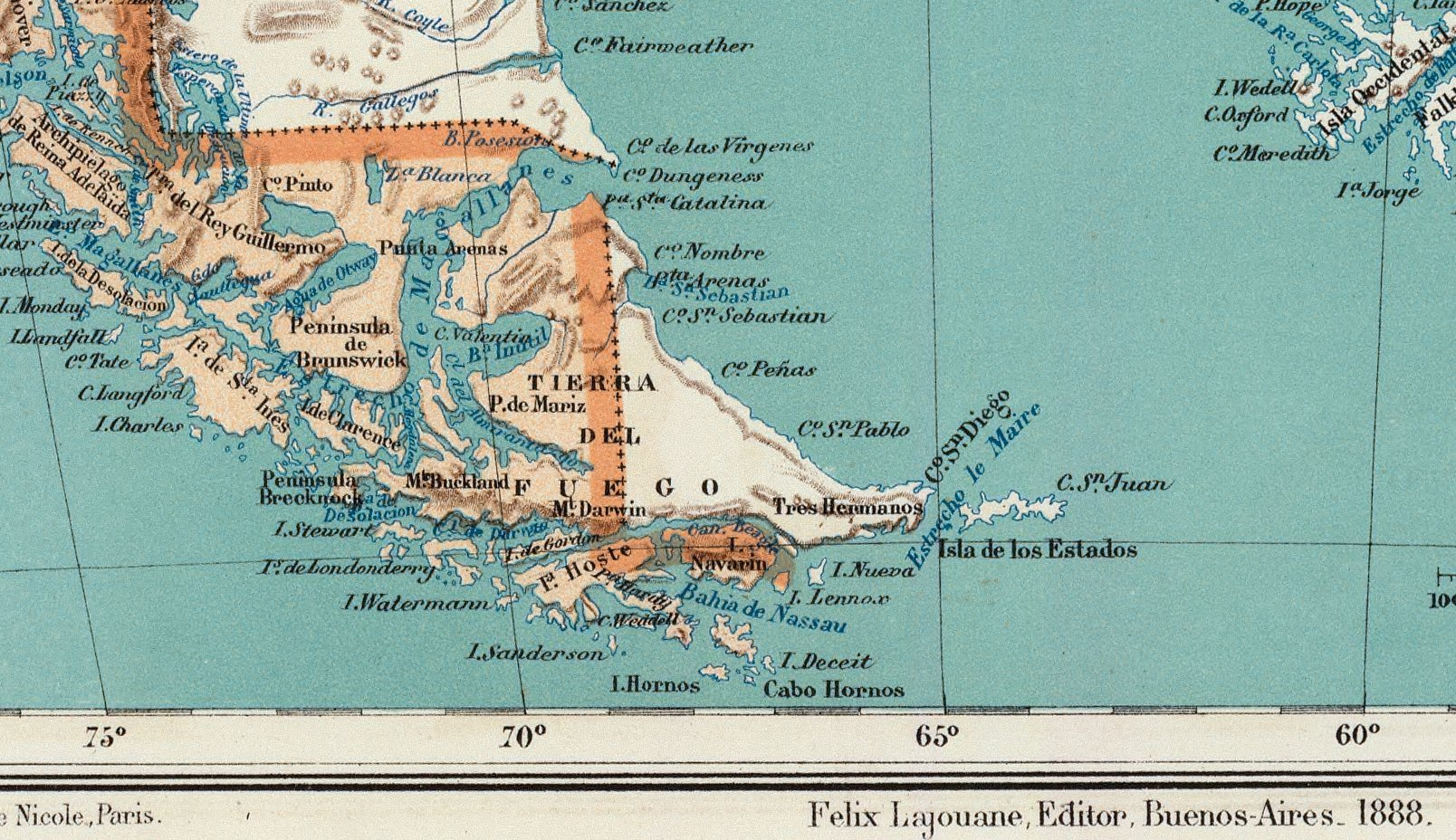

- Mapa Orohidrográfico de la República Argentina und
- Mapa general de la República Argentina

eingesehen werden.
In Mapa orohidrográfico werden die Inseln Picton und Nueva als unter argentinischer und die Insel Lennox als unter chilenischer Souveränität stehend gezeigt. Dagegen werden in der Mapa general alle umstrittene Inseln als chilenisches Hoheitsgebiet gezeigt.
Dieser Unterschied und andere Änderungen (siehe unten) in Paz Soldáns Interpretation des Grenzvertrags von 1881 ließen im internationalen Schiedsgericht im Beagle-Konflikt starke Zweifel an der Zuverlässigkeit seiner Karten aufkommen.
Andere Auflagen seiner Karten sind die Gobernación de la Tierra del Fuego y las Islas Malvinas und die Mapa de Tierra del Fuego y Malvinas, beide Karten zeigen alle drei Inseln als chilenisches Territorium.

### KarteMapa de la República Argentina y de los países contiguos, 1889

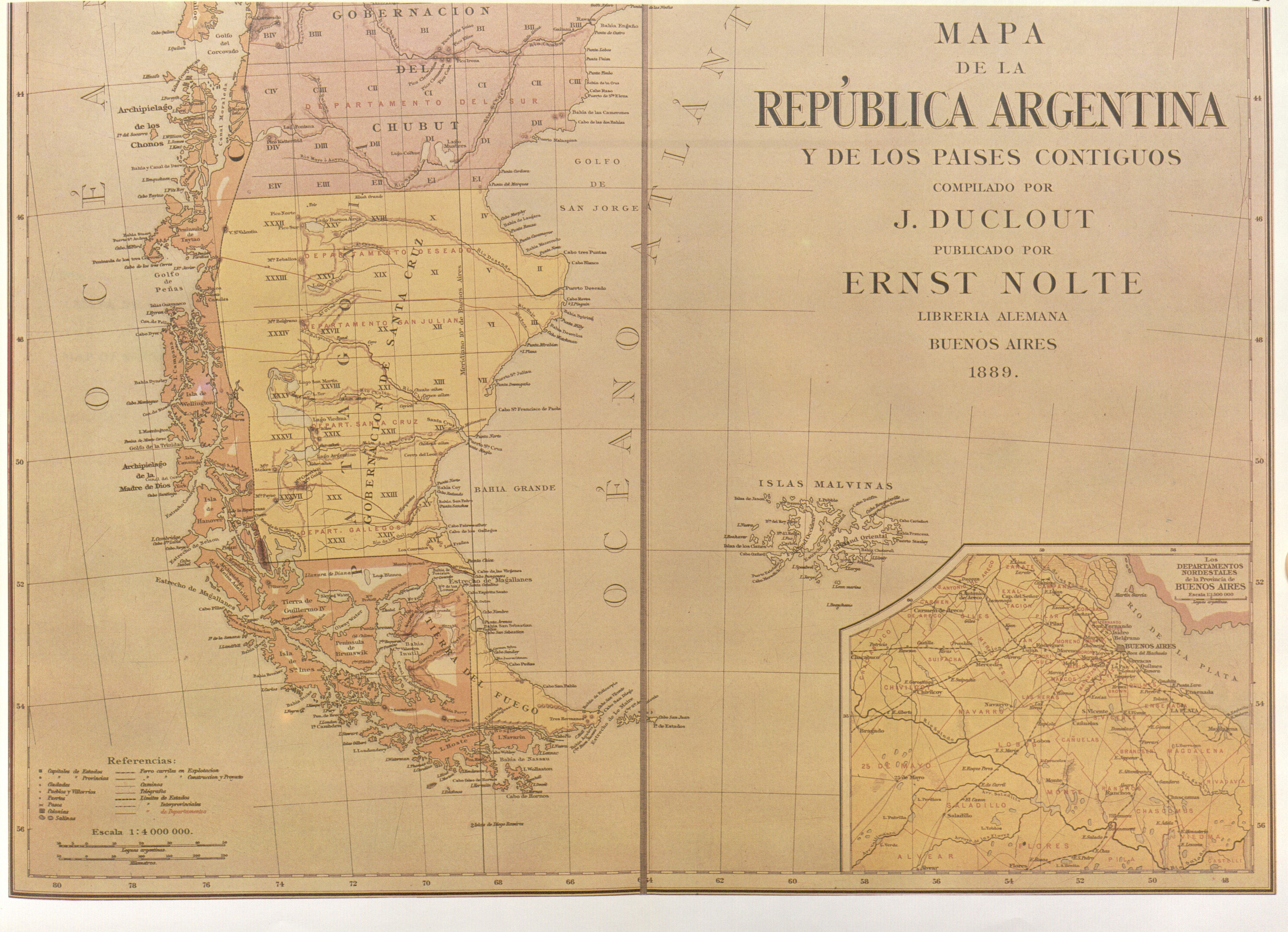

(Span.: Landkarte der Republik Argentinien und der angrenzenden Länder, 1889)
Die hier teilweise wiedergegebene Karte wurde 1889 in Buenos Aires von J. Declout erstellt und von E. Nolte herausgegeben.
Der in dieser Karte gezeigte Grenzverlauf nördlich der Magellanstraße wurde vom britischen Schiedsgericht 1902 richtiggestellt.
Südlich von Feuerland zeigt diese Karte den Grenzverlauf durch die Mitte des Beagle-Kanals und östlich des Kanalendes. Die Inseln Picton, Nueva, Lennox und alle anderen Inseln und Felsen bis zum Kap Hoorn werden unter chilenischer Hoheit gezeigt.

## Der Beginn des Konflikts
Im Laufe der Jahre machte sich eine Strömung in der argentinischen Kartographie bemerkbar, die auf eine Änderung der Interpretation des Grenzvertrages von 1881 hinarbeitete. Im Jahr 1885, zum Beispiel, erschien eine Karte von Mariano Paz Soldán, bei der die vertikale Linie auf Feuerland bis zur Antarktis fortgesetzt wird, im Widerspruch zu jeder möglichen Lesart des Vertrages.

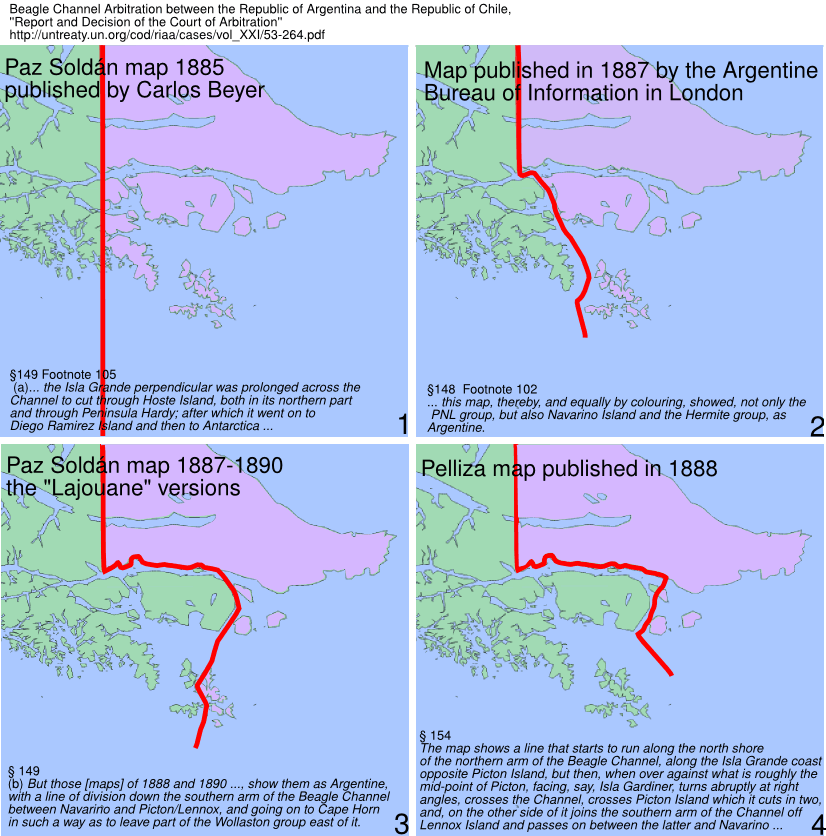
Verschiedene argentinische Interpretationen des Vertrags von 1881, Quelle: Report and Decision of the Court of Arbitration, [http://untreaty.un.org/cod/riaa/cases/vol_XXI/53-264.pdf (PDF; 4,9 MB)

Das internationale Schiedsgericht im Beagle-Konflikt untersuchte das Kartenmaterial zur Urteilsbestätigung. Unter den Landkarten gab es vier, deren Gültigkeit das internationale Tribunal nicht anerkannte. Es handelt sich um drei in Argentinien und eine von der argentinischen Botschaft in London publizierte argentinische Karten. Zu jeder von ihnen gab das Tribunal in seiner Begründung eine kurze Beschreibung, aus der sich die Karte rekonstruieren lässt (da sie ansonsten nicht frei verfügbar sind). (Siehe den Text zu jeder Karte).
Um über die Zulässigkeit der Karten zu entscheiden, benutzte das Tribunal unter anderem folgende Kriterien:

“This in two respects: (i) since under the first part of Article III of the Treaty, the perpendicular in the Isla Grande of Tierra del Fuego, from Cape Espíritu Santo to the Beagle Channel, was deliberately stopped there, a map showing a line of division which, by prolonging the perpendicular, crossed the Channel, and proceeded southward through the Murray Sound and past the Wollaston group, could not possibly represent the division contemplated by the Treaty; (ii) this map, thereby, and equally by colouring, showed, not only the PNL group, but also Navarino Island and the Hermite group, as Argentine. But these localities were ‚to the south of the Beagle Channel‘ according to any possible interpretation of that phrase in the Chilean attribution under the Islands clause of the Treaty.”

„Dies in zweierlei Hinsicht: (i) da im ersten Teil von Artikel III des Vertrags die Vertikale auf der Isla Grande of Tierra del Fuego vom Cape Espíritu Santo bis zum Beagle-Kanal ausdrücklich dort beendet wurde, konnte eine Karte mit einer Grenzlinie, die diese Vertikale verlängerte und somit den Kanal durchquerte und südlich weiter durch den Murray-Sund und über die Wollaston-Gruppe hinaus verlief, unmöglich die Grenzziehung wiedergeben, die im Vertrag gedacht war; (ii) diese Karte zeigte dadurch und durch die Einfärbung nicht nur die PNL-Gruppe, sondern auch die Insel Navarino und die Hermite-Gruppe als argentinisch. Aber diese Örtlichkeiten waren unter der Inselklausel des Vertrags ‚südlich des Beagle-Kanals‘ in jeder möglichen Interpretation dieser Formulierung Chile zugewiesen.“

Die als unzulässig eingestuften Karten sind:
1 Vom Kartographen Paz Soldán hergestellte und von Carlos Beyer 1885 publizierte Karte: Diese Version verlängert die senkrechte Linie auf Feuerland bis zur Antarktis und wird vom Tribunal mit den Worten

“this map, equally, showed a fanciful line unrelated to the Treaty basis of division”

„auch diese Karte zeigte eine Fantasielinie ohne Bezug zur Vertragsgrundlage der Grenzziehung“

abgelehnt.
2 Vom argentinischen Informationsbüro in London 1887 publizierte Karte: Auf diese Karte bezieht sich die Fußnote 102 und sie wird vom Tribunal mit den Worten abgelehnt:

“a completely fanciful line division that could have no possible warrant under the of 1881 Treaty”

„eine völlig abstruse Grenzlinie, für die der Vertrag von 1881 keinerlei mögliche Rechtfertigung bieten konnte“

Das Londoner Informationsbüro korrigierte diese Linie 1888 und diese spätere Version kann hier eingesehen werden.
3 Die Lajouane-Versionen der Paz-Soldán-Karten wurden zwischen 1887 und 1890 publiziert: insgesamt kennen wir drei verschiedene Versionen der Soldán-Karten (siehe oben). Deren Unterschiede führten zu folgender Feststellung des Tribunals:

“Two volte-faces of this kind within one five-year period — for which no explanation seems to have been offered — must throw doubt on the credibility of the whole series of Paz Soldán based maps. It also raises the question of the reason for it.”

„Zwei derartige Kehrtwendungen innerhalb von fünf Jahren – für die keine Erklärung gegeben worden zu sein scheint – müssen Zweifel an der Glaubwürdigkeit der ganzen Reihe der auf Paz Soldan zurückgehenden Karten hervorrufen. Es erhebt sich auch die Frage nach den Gründen dafür.“

An der Navarino-Insel hat der Beagle-Kanal nur einen Arm und alle Inseln südlich von diesem Arm sollen zu Chile gehören. Diese Karte zeigt einen Teil der Wollaston-Inseln (am Kap Hoorn) als argentinisches Territorium. (Die andere, dritte, Karte von Paz Soldán steht zweifach zur Verfügung in hoher Auflösung und in niedrigerer Auflösung und zeigt alle damals umstrittenen Inseln unter chilenischer Souveränität stehend.)
4 Die Pelliza-Karte publiziert 1888: Diese Karte wurde von Argentinien als die erste amtliche Karte zu dem Grenzvertrag von 1881 präsentiert. Auch von dieser Karte wurden verschiedene Versionen publiziert, bei einigen verlief die Grenze am Nordufer, bei anderen am Südufer des Beagle-Kanals usw. Die Karte wurde vom Tribunal ausgesondert mit der Begründung:

“This result [border line], even if not absolutely underivable from any possible interpretation of the Treaty, is so eccentric that it can hardly be taken seriously”

„Dieses Ergebnis [die Grenzlinie], auch wenn es nicht völlig jedweder möglichen Interpretation des Vertrags zuwiderläuft, ist so ausgefallen, dass man es kaum ernst nehmen kann“

Aus diesem Grund bezeichnen wir auf dieser Seite die nachfolgende Karte Preliminary Map of the Southern Region of the Argentine Republic von 1898 als die erste amtliche argentinische abweichende Karte.

### Erste amtliche argentinische Landkarte mit abweichende Grenzverlauf. 1898

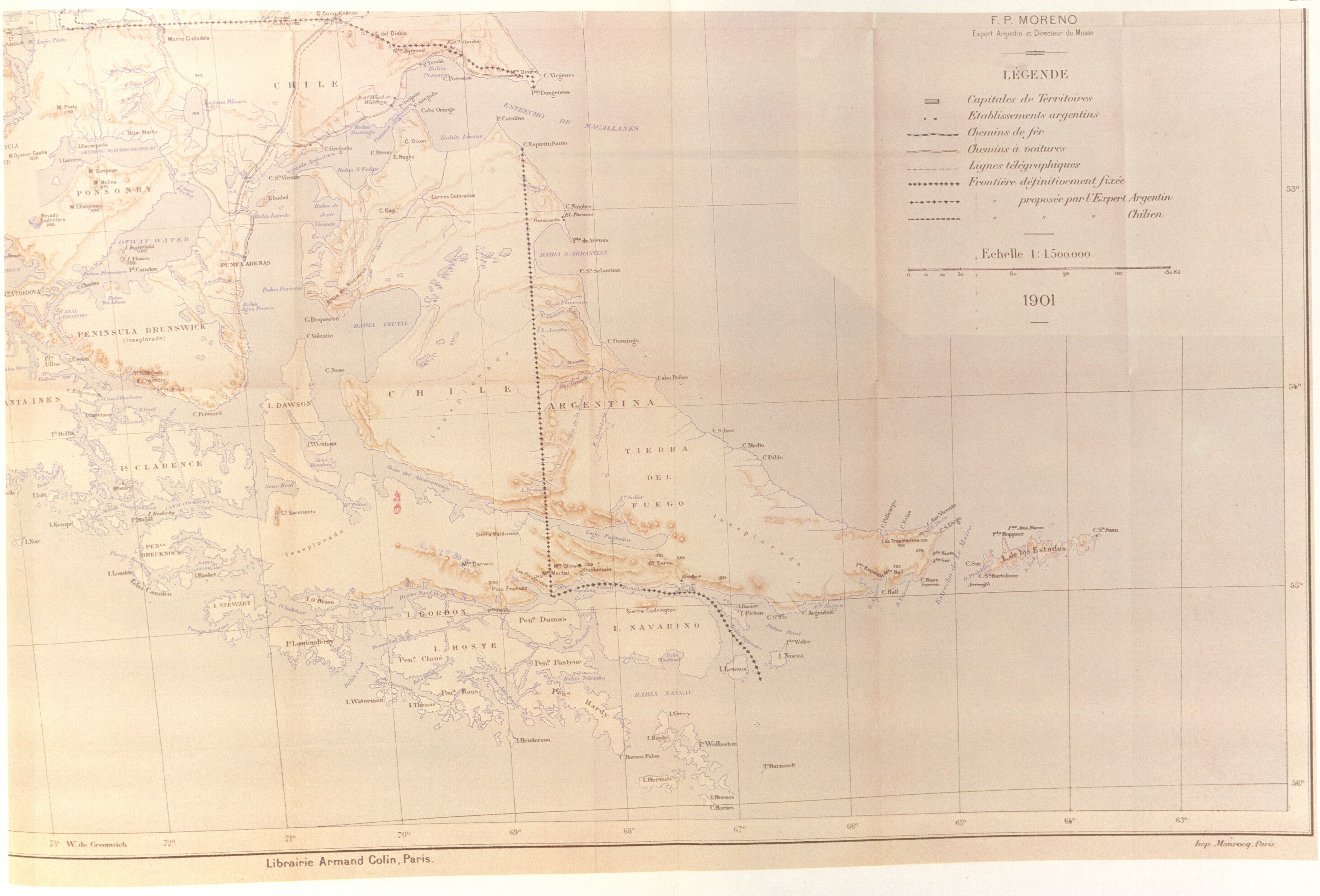

Die hier teilweise wiedergegebene Landkarte ist die sogenannte Vorläufige Landkarte der südlichen Region der Republik Argentinien, die als Beweisstück Nr. XIV von der argentinischen Regierung dem britischen Schiedsgericht von 1898 bis 1902 zur Grenzziehung in den Kordilleren überreicht wurde.
Es handelt sich um die erste amtliche argentinische Landkarte, die einen anderen Grenzverlauf zeigt als die chilenischen Landkarten der Region.
Wie man in der Karte sehen kann, weicht die Grenze vom Beagle-Kanal Richtung Picton-Durchgang ab, danach zum Richmond-Durchgang, um zwischen den Inseln Lennox und Nueva zu enden. Auf diese Weise erscheinen die Inseln Picton und Nueva unter argentinischer, die Insel Lennox unter chilenischer Hoheit. Die südlicheren Inseln bis zum Kap Hoorn werden weiterhin als unter chilenischer Hoheit gezeigt.
Die Kontroverse, über die das britische Schiedsgericht von 1898 bis 1902 zu urteilen hatte, betraf die Zone südlich der Magellanstraße nicht. Aus diesem Grund brachten weder Chile noch Argentinien den in dieser Karte dort gezeigten Grenzverlauf zur Sprache.

### Der neue Moat-Kanal

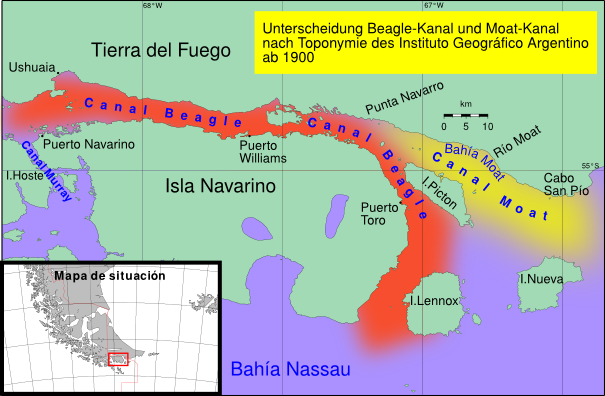

Nach der Entdeckung von Gold in Feuerland hielt der rumänische Abenteurer Julio Popper 1891 einen Vortrag im Instituto Geográfico Argentino (Vorgänger des Instituto Geográfico Militar), in dem er eine Theorie vorstellte, nach der der Beagle-Kanal nicht bis Cabo San Pío reiche, sondern bei Punta Navarro nach Süden zwischen die Inseln Navarino und Picton abbiege:Seite 63. 1899 beauftragte die argentinische Marine den Kreuzer Almirante Brown unter dem Befehl von Kapitän Juan P. Saenz Valiente mit einer Forschungsreise in die Gewässer des Beagle-Kanals. Die argentinischen Forschungen bestätigten die argentinischen Thesen über eine Kursänderung des Kanals und aus diesem Grund erstellte das Institut neue Karten mit einer neuen Toponymie. Aus der Moat-Bucht (Bahía Moat) wurde der Moat-Kanal. Somit wurden die Insel Picton, Nueva und Lennox Terra Nullius (dt. ohne Besitzer) als zu Argentinien gehörig interpretiert, denn der Grenzvertrag von 1881 bezog sich in dieser Region nur auf Inseln „südlich des Beagle-Kanals“. Die Änderung wurde dem Vereinigten Königreich und den Vereinigten Staaten amtlich mitgeteilt, nicht jedoch Chile. Chile wurde 1904 erst durch eine neue Karte aus den USA auf die Änderung aufmerksam. Segundo Storni, damals Leutnant der Marine, später (1943) Außenminister Argentiniens, einer der geopolitischen Denker Argentiniens, rechtfertigte die Umbenennung so:

«Como la palabra bahía carece de una significación absolutamente precisa y en este caso corresponde mejor la designación de canal por la configuración del lugar, el cambio es lógico, aunque reconocemos por nuestra parte que no fué indispensable»

„Da das Wort Bucht keine absolut genaue Bedeutung hat, und in diesem Fall wegen der örtlichen Gegebenheiten eher der Bedeutung eines Kanals entspricht, ist die Änderung logisch, auch wenn wir unsererseits anerkennen müssen, dass diese Änderung nicht unbedingt erforderlich war“

Die Umbenennung konnte sich nicht durchsetzen und ist in Vergessenheit geraten. Im Friedensvertrag von 1984 nennt Argentinien den Kanal wieder Beagle-Kanal.

### KarteThe southern regions of the Republics of Argentina and Chile, 1904

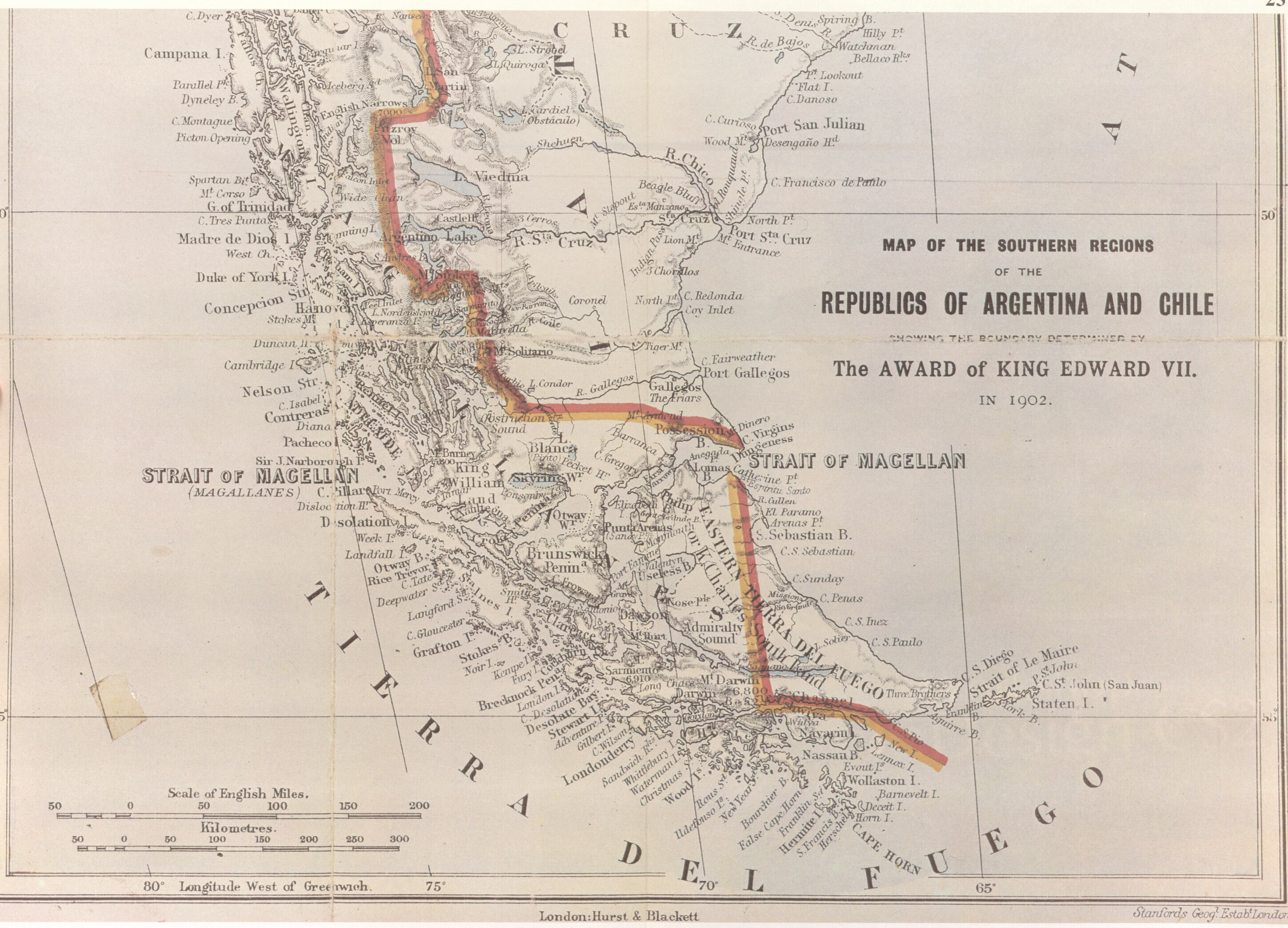

Diese Karte, deren südlicher Teil hier wiedergegeben ist, ist dem Buch The Countries of the King's Award von Col. Sir Thomas Holdich, britischer Geograph und Präsident der Royal Geographical Society, entnommen. Das Buch wurde nach seiner Teilnahme am britischen Schiedsgericht von 1898 bis 1902 geschrieben.
Während der Arbeiten vor Ort zur Grenzbestimmung und Grenzmarkierung nach dem Schiedsspruch besuchte Colonel Holdich auch die Zone des Beagle-Kanals, die nicht vom Schiedsspruch betroffen war.
In der von ihm für sein Buch angefertigten Karte läuft die Grenze durch die Mitte des Beagle-Kanals und bis weit über sein östliches Ende hinaus. Die Inseln Picton, Nueva, Lennox, so wie alle anderen Inseln südlich von Feuerland bis Kap Hoorn werden als chilenisches Territorium gezeigt.
Andere europäische Landkarten, die diesen Grenzverlauf zeigen, sind:
- Stieler Handatlas von 1889
- La grande Encyclopedie von 1890
- Stieler Handatlas von 1891
- Atlante Mondiale Hoepli von 1899

### Landkarte des argentinischen Heeres 1905

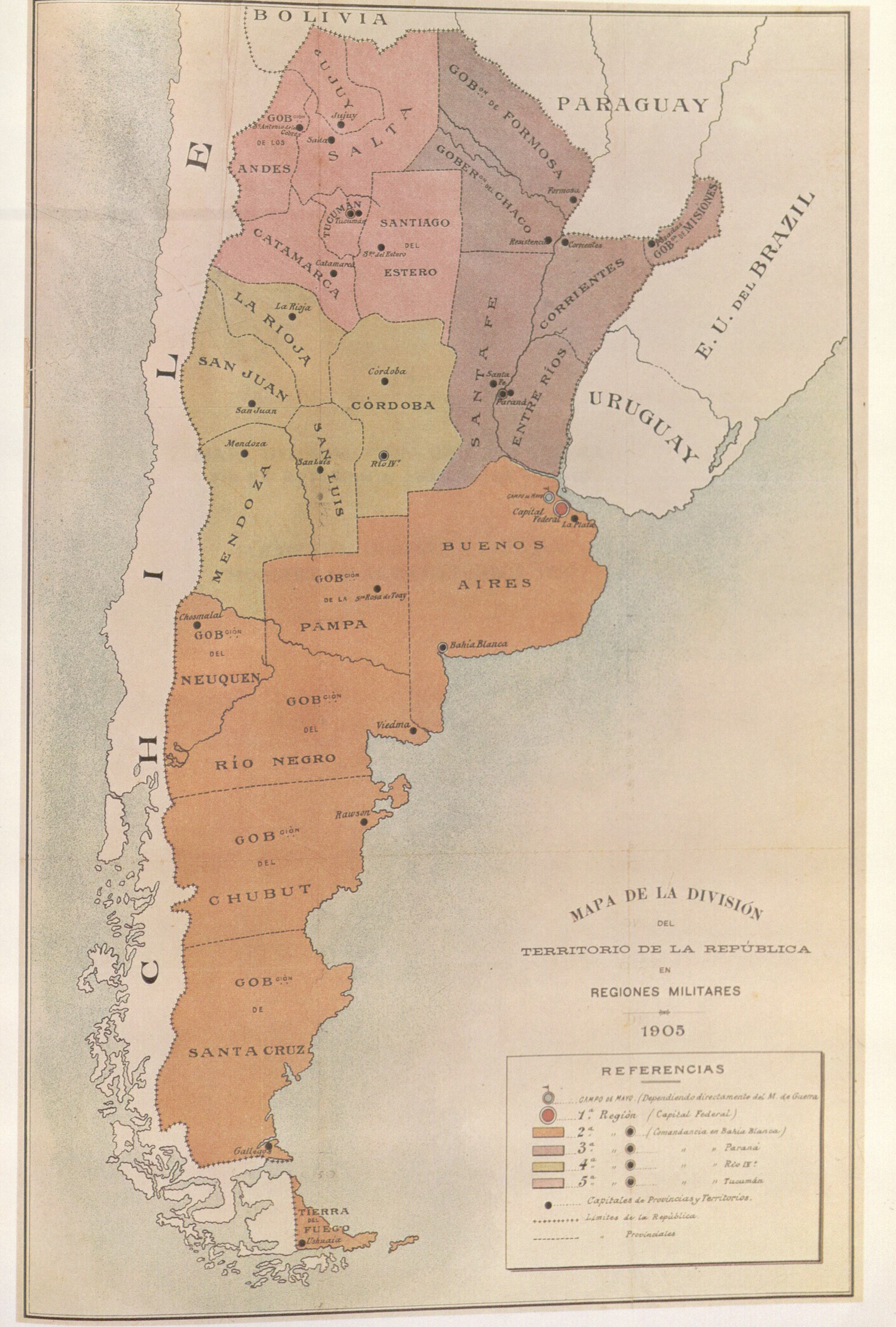

Wiedergabe der Karte Teilung der Republik in militärischen Bezirke – 1905, die im Boletín Militar (Heeresmitteilungen) des argentinischen Kriegsministeriums, Jahrgang IV, Band I, 1. Mai 1905, Nr. 140 erschien.
Mit verschiedenen Farben werden die militärischen Bezirke Argentiniens markiert.
Alle Inseln südlich des Beagle-Kanals sind nicht gefärbt und demnach als unter chilenischer Hoheit stehend aufgefasst.

### Nuevo Mapa de la República Argentina. Kartographisches Amt Argentiniens, 1914

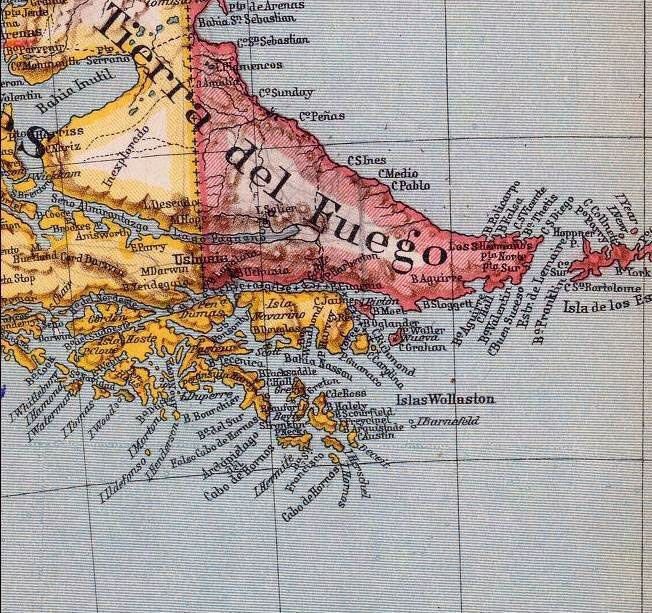

Auszug aus dem Nuevo Mapa de la República Argentina von 1914, erstellt von Pablo Ludwig. Picton und Nueva erscheinen unter argentinischer, Lennox unter chilenischer Hoheit. Die gesamte Karte kann unter Nuevo mapa de la República Argentina (1914) eingesehen werden.

### KarteUshuaiavom argentinischenInstituto Geográfico MilitarAusgabe 1967

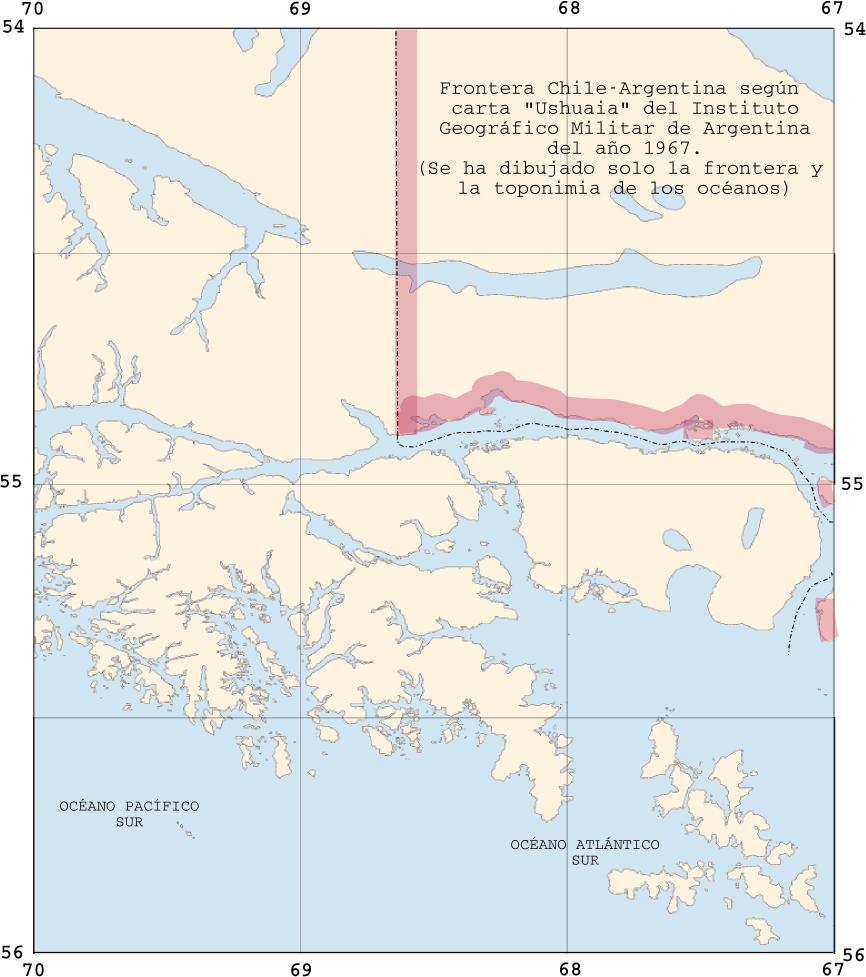

Nachbildung der Seite Ushuaia der Landkartensammlung des Instituto Geográfico Militar de la República Argentina, Ausgabe von 1967. Es wurde nur der Grenzverlauf, der geographische Bereich und das Ozean-Toponym aus dem urheberrechtlich geschützten Original übertragen. Eine ähnliche Landkarte wurde 1948 herausgegeben. Das Original enthält noch andere Details wie Gletscher, Sandbänke, Straßen, Feuchtgebiete usw.
Die in der Karte gezeigte internationale Grenzziehung zwischen den Inseln Navarino und Picton und weiter südlich zwischen Navarino und Lennox, entspricht der vom Schiedsgerichtsurteil von 1977 abgelehnten argentinischen These.
Die Insel Nueva erscheint gar nicht auf der Karte und die Inseln Picton und Lennox nur teilweise, beide als zu Argentinien gehörend gefärbt. Trotzdem erscheinen alle anderen südlicheren Inseln bis zum Kap Hoorn unter chilenischer Hoheit. Seltsamerweise stimmt die Namensgebung in der Karte nicht mit der offiziellen argentinischen Position überein, wonach beide Ozeane an Kap Hoorn angrenzen. Das Meer südlich von der Insel Hoste 1 Grad westlich von Kap Hoorn wird OCÉANO ATLÁNTICO SUR benannt. Vor dem Tribunal bestand Argentinien darauf, dass der Kap-Hoorn-Meridian die Grenze beider Ozeane sei.

## Argentinische Landkarten nach dem Schiedsurteil

### Geforderter Grenzverlauf nach einem argentinischen Lehrbuch, 1979

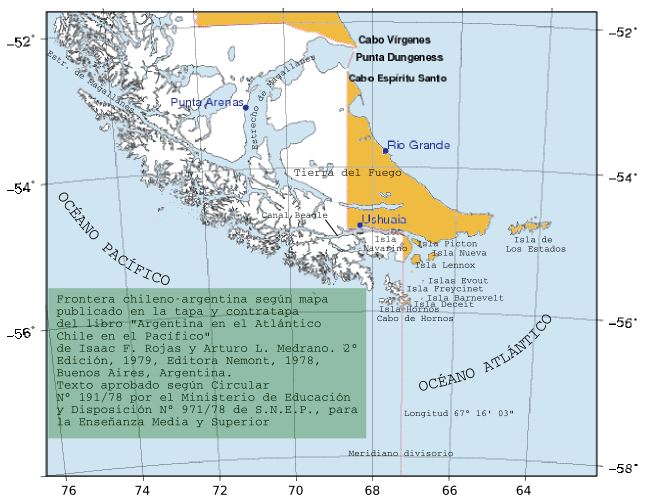

Dieses Faksimile zeigt eine auf dem Deckel des Buches Argentina en el Atlántico Chile en el Pacífico von Admiral (A.D.) Isaac F. Rojas erschienene Landkarte. Das Original ist etwa 20 cm hoch und 20 cm breit. Die Karte zeigt den im Buch geforderten Grenzverlauf. Die Grenze ist ab der Mitte des Beagle-Kanals nach Süden der Kap-Hoorn-Meridian und teilt dadurch die Inseln Navarino, Wollaston, Herschell und Kap Hoorn in eine westliche chilenische Seite und eine östliche argentinische Seite. Die Inseln Picton, Nueva, Lennox, Gratil, Augusto, Snipe, Becasses, Gable, Evout, Freycinet, Barnevelt und Deceit wären demnach argentinisches Territorium. Das chilenische Dorf Puerto Toro fiele demnach Argentinien zu.
Das Buch hat eine Zulassung vom argentinischen Erziehungsministerium „für die Erziehung in mittleren Schulen und Hochschulen“.
Admiral (a.D) Isaac Francisco Rojas, ehemaliger Vizepräsident Argentiniens und ehemaliger Chef der argentinischen Kriegsmarine, hatte eine bewegte politische und militärische Karriere in Argentinien und war ein aktiver Befürworter der Ablehnung des Schiedsspruchs von 1977.

### Argentinische Briefmarke, 1983
Nach dem Falklandkrieg zeigte eine 1983 herausgegebene Briefmarke die Lennox-, Picton-, Nueva- und die Kap-Hoorn-Inseln als argentinisches Territorium.

### Argentinischer Reisepass 2011

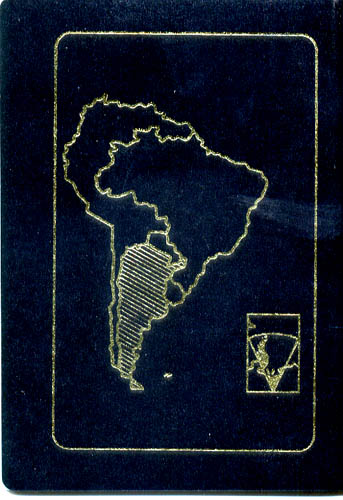

Die Rückseite des argentinischen Reisepasses 2011 zeigt eine Landkarte von Südamerika. Argentinien und seine Ansprüche auf die Antarktis und auf die Falkland Islands sind auf der Karte zu sehen. Die Hälfte der chilenischen Magallanes Region, der chilenische Teil von Feuerland, die Magellanstraße, der Beagle-Kanal und alle Inseln südlich des Kanals sind auf diesem amtlichen Dokument nicht eingezeichnet.

## Analyse

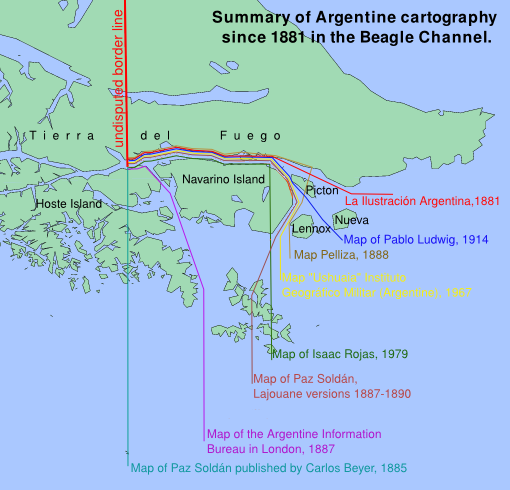
Neun argentinische Interpretationen des Grenzvertrags von 1881

Die Diskrepanzen in den hier gezeigten Landkarten illustrieren die Ursachen des Beagle-Konflikts.
Carlos Escudé und Andrés Cisneros in ihrem Werk Historia general de las relaciones exteriores de la República Argentina meinen zu diesem Thema:

«De acuerdo con una serie de fuentes, la actitud de la clase política argentina parece haber coincidido, entre 1881 y 1902, con la interpretación del tratado de 1881 que tienen los chilenos y que luego adoptarían la Corte Arbitral y el Papa en la cuestión del Beagle. En otras palabras, que la intención de los signatarios del tratado de 1881 fue la de otorgar las islas a Chile.»

„Mehrere Quellen stimmen darin überein, dass zwischen 1881 und 1902 die argentinische politische (herrschende) Klasse den Grenzvertrag von 1881 auf dieselbe Weise interpretierte wie die Chilenen und später auch das (gemeinsam aufgerufene) Tribunal und der Papst in der Frage des Beagle-Kanals. Anders gesagt, dass die Absicht der Vertragsunterzeichner war, die Inseln an Chile zu geben.“

Auch die Autoren Karl Hernekamp (S. 13), Annegret I. Haffa (S. 96) und Andrea Wagner (S. 106) teilen dieselbe Meinung in den unten angegebenen Quellen. Auch das Schiedsurteil von 1977:§148 kommt zu demselben Ergebnis:

“There can be no doubt that in the immediate post-Treaty period, that is to say from 1881 to at least 1887/88, Argentine cartography in general showed the PNL group as Chilean;”

„Es kann kein Zweifel bestehen, dass in der Periode unmittelbar nach dem Vertrag, also von 1881 bis wenigstens 1887/88, die argentinische Kartographie im Allgemeinen die PNL-Gruppe als chilenisch zeigte;“

Der Grund für die neue Interpretation des Grenzvertrags von 1881 seitens Argentiniens ab etwa 1887 mag sein, dass auf Grund der wachsenden Bedeutung Argentiniens in der internationalen Gemeinschaft um 1900, wichtige Teile ihrer politischen Klasse es für angebracht hielten, eine bessere Kontrolle über zumindest eine der Wasserstraßen zwischen beiden Ozeanen zu haben. Mit dem neuen, 1978 schon absehbaren Seerechtsübereinkommen, das die alte 3-Seemeilen-Zone durch die Ausschließliche Wirtschaftszone ersetzte, bekamen außerdem die kleinen Inseln ein wirtschaftliches Gewicht.